# Papaya (album)
Papaya è il ventunesimo album di Cristiano Malgioglio pubblicato il 18 luglio 2008.

## Descrizione
L'album venne realizzato col produttore Mauro Farina. La filosofia che sta alla base del disco è il pop latino. Cristiano Malgioglio ha assunto un atteggiamento serio, professionale nella disciplina musicale come faceva nel passato.
Nell'orbita musicale si sentono con insistenza percussioni di vario genere questo fa capire i nuovi orizzonti musicali del cantautore. L'album si apre con il brano Eres, ispirato ad un amore silenzioso, poi troviamo Ay! Mama Ines, brano cubano degli anni 30 del grande cantante Boia De Nieve di cui è stato realizza un videoclip. Si prosegue con Mille amanti, tradotto in italiano dal brano Twist in My Sobriety di Tanita Tikaram.
Troviamo anche una splendida collaborazione con Aida Cooper, che canta El Tren De Las 11 (Hijo Unico), tradotto in spagnolo da Malgioglio per cogliere in Aida Cooper la melodia brasiliana. Completano l'album, Gelato al Cioccolato, che Malgioglio scrisse per Pupo, ed anche un remix di Testardo io, celebre successo di Roberto Carlos tradotto dallo stesso Malgioglio ed interpretato con grande fortuna anche da Iva Zanicchi.
La copertina di Papaya raffigura Cristiano Malgioglio su una spiaggia.

## Tracce
1. Eres (C. Malgioglio, J. F. Fonseca)
2. Ay! Mama Ines (B. De Nieve)
3. Balla Simona (C. Malgioglio, R. Ferro, R. Livi)
4. Sueno mama (R. Proveda, C. Malgioglio)
5. Mille amanti (Twist in my sobriety) (Tanita Tikaram) (testo italiano di C. Malgioglio)
6. El tren de las 11 (Hijo Unico) (João Rubinato, Riccardo Del Turco, C. Malgioglio)
7. Dame tu querer (R. Blair, Benavides, C. Malgioglio)
8. Testardo io (C. Malgioglio, Erasmo Carlos, Roberto Carlos Braga)
9. Gelato al cioccolato (C. Malgioglio, C. Miozzi, Pupo)
10. Curame (Miguel, N. Gomez)
11. All'alba dei miei anni (C. Malgioglio, Corrado Castellari, G. Marchese)
12. Te Amo Te Amo (remix) (C. Malgioglio, M. Balducci, G. Balducci, Natale Massara)